# 악역을 맡은 자의 슬픔
《악역을 맡은 자의 슬픔》은 언론인 홍세화가 쓴 책이다. 2002년 한겨레 출판사에서 출판하였다. 프랑스에서 20년을 살고 귀국한 작가가 대한민국 사회를 보고 느낀 점을 쓴 비평 수필이다.